# Volo Air Philippines 541
Il volo Air Philippines 541 era un volo passeggeri nazionale di linea dall'aeroporto Internazionale di Manila-Ninoy Aquino, Manila, all'aeroporto Internazionale Francisco Bangoy, Davao, Filippine. Il 19 aprile 2000, un Boeing 737-2H4 operante il volo si schiantò a Samal durante l'avvicinamento a Davao, provocando la morte di tutti i 124 passeggeri e i 7 membri dell'equipaggio a bordo. Rimane il peggior disastro aereo nelle Filippine e il terzo incidente per numero di vittime che coinvolge un Boeing 737-200, dopo il volo Mandala Airlines 091 e il volo Indian Airlines 113.

## L'aereo
Il velivolo coinvolto era un Boeing 737-200, marche RP-C3010, numero di serie 21447, numero di linea 508. Volò per la prima volta il 19 gennaio 1978, venne consegnato poche settimane dopo a Southwest Airlines e ceduto ad Air Philippines il 16 marzo 1999. Era spinto da 2 motori turboventola Pratt & Whitney JT8D-9A. Al momento dell'incidente, l'aereo aveva poco più di 22 anni.

## L'incidente
Il 19 aprile 2000, il volo 541, con 131 persone bordo, lasciò Manila verso le 05:30 del mattino ora locale, diretto a Davao. Durante il suo avvicinamento all'aeroporto di Davao verso le 7 del mattino, un Douglas DC-9 di Cebu Air era sulla pista in attesa di decollare verso Cebu. Poco dopo, il volo 541 entro in un circuito di attesa tra le nuvole basse, aspettando che il DC-9 si spostasse dalla pista. Mentre eseguiva le manovre per rimanere nel circuito, il Boeing 737-200 colpì la cima di un albero di cocco a circa 500 piedi (150 m) sul livello del mare e si schiantò a poche miglia a Ovest dell'aeroporto. L'aereo prese fuoco e si disintegrò; non sopravvisse nessuno.
Sebbene non si sappia se a bordo dell'aereo ci fossero molti stranieri, diverse persone elencate nel manifesto di volo avevano nomi stranieri. Uno era un uomo australiano di 35 anni, accompagnato dalla figlia di due anni e dalla moglie filippina, tutti residenti a Manila.

## Conseguenze
Gli abitanti dei villaggi sull'isola dissero che l'aereo stava volando a bassa quota e aveva colpito la cima di un albero di cocco, e ciò aveva fatto staccare parte dell'ala. Dissero che sembrava che l'aereo stesse cercando di risalire a piena potenza, ma fallì e si schiantò. Il 737 si disintegrò e prese fuoco quando cadde in un boschetto di cocco. I funzionari dell'aeroporto riferirono che i cieli erano nebbiosi al momento dell'incidente.
L'aeroporto internazionale di Davao non disponeva dell'attrezzatura completa per gli atterraggi strumentali e gli atterraggi visivi erano stati sospesi diversi minuti prima dell'incidente.